# Papió
Els babuïns o papions són primats cinocèfals («que té el cap de gos») que formen part del gènere Papio, un dels 23 gèneres de micos del Vell Món, de la família Cercopithecidae. Hi ha sis espècies de babuí: el babuí sagrat (Papio hamadryas), el babuí de Guina (Papio papio), el babuí anubis (Papio anubis), el babuí groc (Papio cynocephalus), el papió de Kinda (Papio kindae), i el babuí negre (Papio ursinus). Cada espècie és originària d'una de les sis zones d'Àfrica i el babuí sagrat també és originari de part de la península aràbiga. Els babuins es troben entre els primats no hominoides més grans i existeixen des de fa almenys dos milions d'anys.
Els babuïns varien de mida i pes segons l'espècie. El més petit, el papió de Kinda, fa 50 cm de llargada i només pesa 14 kg, mentre que el més gran, el babuí negre, fa fins a 120 cm de llargada i pesa 40 kg. Tots els babuïns tenen un musell llarg i semblant a un gos, mandíbules pesades i poderoses amb dents canines esmolades, ulls tancats, pelatge gruixut excepte al musell, cues curtes i coixinets de pell sense nervis i sense pèl a les natges que sobresurten anomenades callositats isquiàtiques que proporcionen comoditat quan s'asseuen. Els babuïns sagrats mascles tenen grans crineres blanques. Els babuins presenten dimorfisme sexual en mida, color i/o desenvolupament de dents canines.

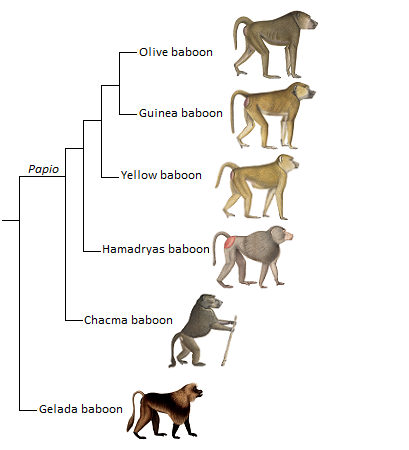
Filogènia dels babuïns basada en Zinner, D., Arnold, M. L., Roos, C., 2009

Els babuins són diürns i terrestres, però dormen als arbres, o en alts cingles o roques durant la nit, lluny dels depredadors. Es troben a les sabanes obertes i als boscos d'Àfrica. Són omnívors i la seva dieta consisteix en una varietat de plantes i animals. Els seus principals depredadors són els cocodrils del Nil, lleopards, lleons i hienes. La majoria dels babuins viuen en tropes jeràrquiques que contenen harems. Sovint es barallen entre si per establir aquestes jerarquies i així decidir l'accés a les femelles en zel. Els babuins poden determinar a partir dels intercanvis vocals quines són les relacions de domini entre els individus.
En general, cada mascle pot aparellar-se amb qualsevol femella; l'ordre d'aparellament entre els mascles depèn en part del seu rang social. Les femelles solen donar a llum després d'una gestació de sis mesos, generalment una cria. Les femelles solen ser les principals cuidadores de les cries, encara que diverses femelles poden compartir els deures per a tota la seva descendència. Les cries es deslleten al cap d'un any aproximadament. Arriben a la maduresa sexual entre cinc i vuit anys. Els mascles abandonen el seu grup de naixement, generalment abans d'arribar a la maduresa sexual, mentre que la majoria de les femelles romanen al mateix grup tota la vida. Els babuins en captivitat viuen fins a 45 anys, mentre que a la natura tenen una mitjana d'entre 20 i 30 anys.
Els mandrils (que presenten colors cridaners a la cara i a les natges) i els teropitecs eren considerats abans part d'aquest gènere, però avui són classificats, respectivament, com a Mandrillus i Theropithecus.

## Nom i etimologia
Escrit babuin o baboin, aquest terme francès antic s'utilitza des del segle xiii per designar un ximple, simple, un nen lleig o un home o un vell amb un físic atípic o lleig. Aquest terme s'utilitza més rarament per designar un espantaocells. Des de mitjan segle xiii, també s'utilitza per designar un mico caracteritzat per llavis grans i prominents.
La paraula és utilitzada per Georges-Louis Leclerc, comte de Buffon per anomenar el mico cinocefàlid a la seva Història natural. Aleshores estava en conflicte amb una família de banquers de Lió anomenada Baboin que li havia prestat diners per a la construcció de les seves fargues a la ciutat de Buffon. Arruïnat per un lladre a qui havia confiat la gestió d'aquest afer i que havia fugit amb el fons, Buffon va tenir nombrosos problemes amb els seus patrocinadors i en particular amb la família Baboin, que fins i tot el va demandar. L'escriptura de la seva Història natural, de la qual estava en procés d'acabar els darrers volums, li permet prendre una mica de venjança contra els seus creditors litigiosos: anomena «babuí» el mico cinocèfal i fa una descripció poc afavoridora de l'«animal».

## Taxonomia
Es reconeixen sis espècies de Papio, tot i que hi ha cert desacord sobre si realment són espècies o subespècies completes.
| Gènere Papio – Desmarest, 1820 – sis espècies | Gènere Papio – Desmarest, 1820 – sis espècies                                              | Gènere Papio – Desmarest, 1820 – sis espècies | Gènere Papio – Desmarest, 1820 – sis espècies | Gènere Papio – Desmarest, 1820 – sis espècies |
| --------------------------------------------- | ------------------------------------------------------------------------------------------ | --------------------------------------------- | --- | --------------------------------------------- |
| Imatge                                        | Nom científic i subespècies                                                                | Hàbitat                                       | Mida i ecologia | Estat de la UICN i població estimada          |
|                                               | P. ursinus (Kerr, 1792) Tres subespècies - P. u. griseipes - P. u. ruacana - P. u. ursinus |                                               | - Mida: 50-115 cm de llarg, més 45-72 cm de cua - Hàbitat: bosc, sabana, arbustos, pastures, zones rocoses i desert - Dieta: fruites, fulles, insectes, ous, llavors, flors, herba, arrels, tubercles i petits vertebrats | Desconeguda i disminuint                      |
|                                               | P. papio (Desmarest, 1820)                                                                 |                                               | - Mida: 50-115 cm de llarg, més 45-72 cm de cua - Hàbitat: bosc, sabana, pastures i aiguamolls interiors - Dieta: arrels, tubercles, bulbs, corms, petits vertebrats, fruits i llavors                                    | Desconeguda i disminuint                      |
|                                               | P. hamadryas (Linnaeus, 1758)                                                              |                                               | - Mida: 61-77 cm de llarg, més 38-61 cm de cua - Hàbitat: matolls, pastures i zones rocoses - Dieta: fruites, insectes, ous, llavors, flors, herba, rizomes, corms, arrels, tubercles i petits vertebrats                 | Desconeguda i augmentant                      |
|                                               | P. kindae Lönnberg, 1919                                                                   |                                               | - Mida: 55-84 cm de llarg, més 38-66 cm de cua - Hàbitat: bosc, sabana i matoll - Dieta: omnívora; principalment fruita                                                                                                   | Desconeguda i estable                         |
|                                               | P. anubis (Lesson, 1827)                                                                   |                                               | - Mida: 61-84 cm de llarg, més 31-60 cm de cua - Hàbitat: bosc, sabana, matolls i pastures - Dieta: fruites, genives, insectes, ous, llavors, flors, herba, rizomes, corms, arrels, tubercles i petits vertebrats         | Desconeguda i estable                         |
|                                               | P. cynocephalus (Linnaeus, 1766) Dos subespècies - P. c. cynocephalus - P. c. ibeanus      |                                               | - Mida: 50-115 cm de llarg, més 45-72 cm de cua - Hàbitat: matolls, sabana i bosc - Dieta: herba, joncs, llavors, fruites, arrels, fulles, brots, escorça, flors, insectes i petits vertebrats                            | Desconeguda i estable                         |

Anteriorment es reconeixien cinc espècies de babuí; el papió de Kinda ha guanyat suport per a la seva condició d'espècie després d'estudis filogenètics de tots els membres de Papio. Molts autors distingeixen P. hamadryas com una espècie completa, però consideren totes les altres com a subespècies de P. cynocephalus i es refereixen col·lectivament a ells com a «babuïns de sabana». Això pot no ser útil; es basa en l'argument que el P. hamadryas és diferent físicament i conductualment d'altres espècies de babuí, i que això reflecteix una història evolutiva separada. No obstant això, estudis morfològics i genètics recents de Papio mostren que el P. hamadryas està més relacionat amb les espècies de babuïns del nord (els papió de Guinea i el papió Anubis) que amb les espècies del sud (el papió negre i el papió groc).

### Registre fòssil
El 2015, els investigadors van trobar el fòssil de babuí més antic registrat, datat amb 2 milions d'anys.

## Característiques
Tots els babuins tenen un musell llarg i semblant a un gos, mandíbules pesades i poderoses amb dents canines esmolades, ulls tancats, pelatge gruixut excepte al musell, cues curtes i taques aspres a les natges que sobresurten, anomenades callositats isquiàtiques. Aquestes callositat són coixinets de pell sense nervis i sense pèl que proporcionen la comoditat quan el babuí s'asseu.

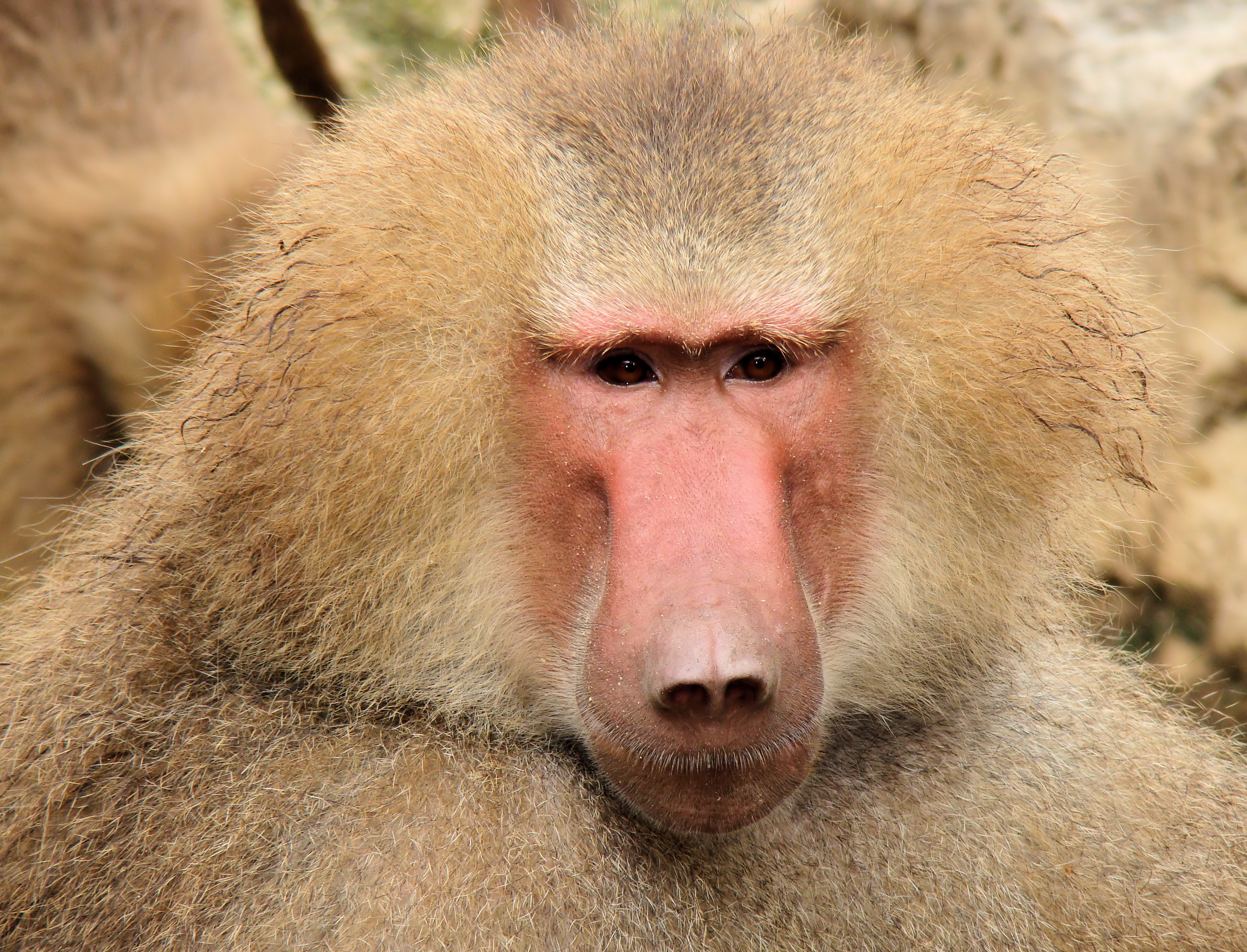
Cara de babuí sagrat (Papio hamadryas)
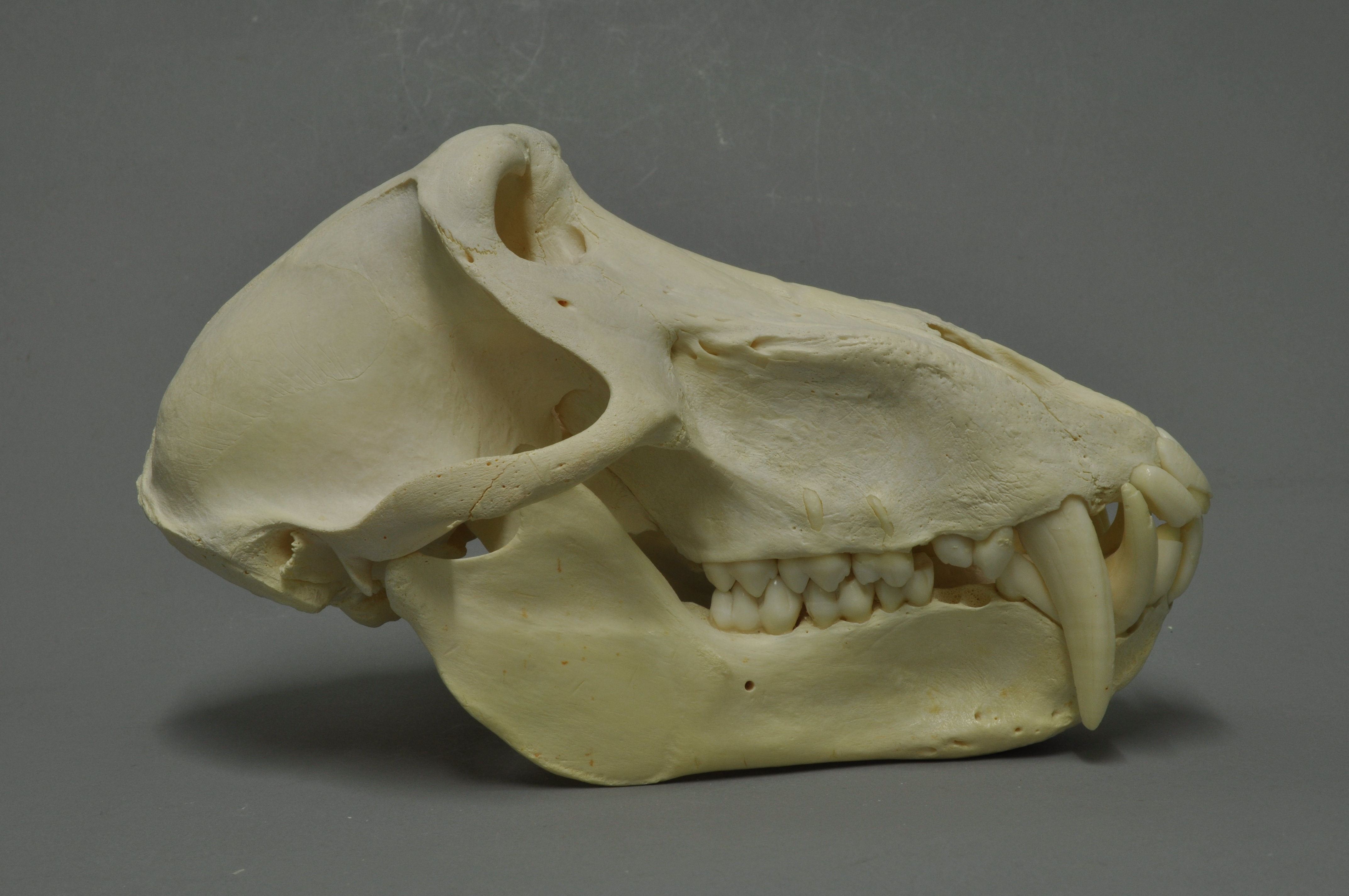
Crani de babuí chacma (Papio ursinus)
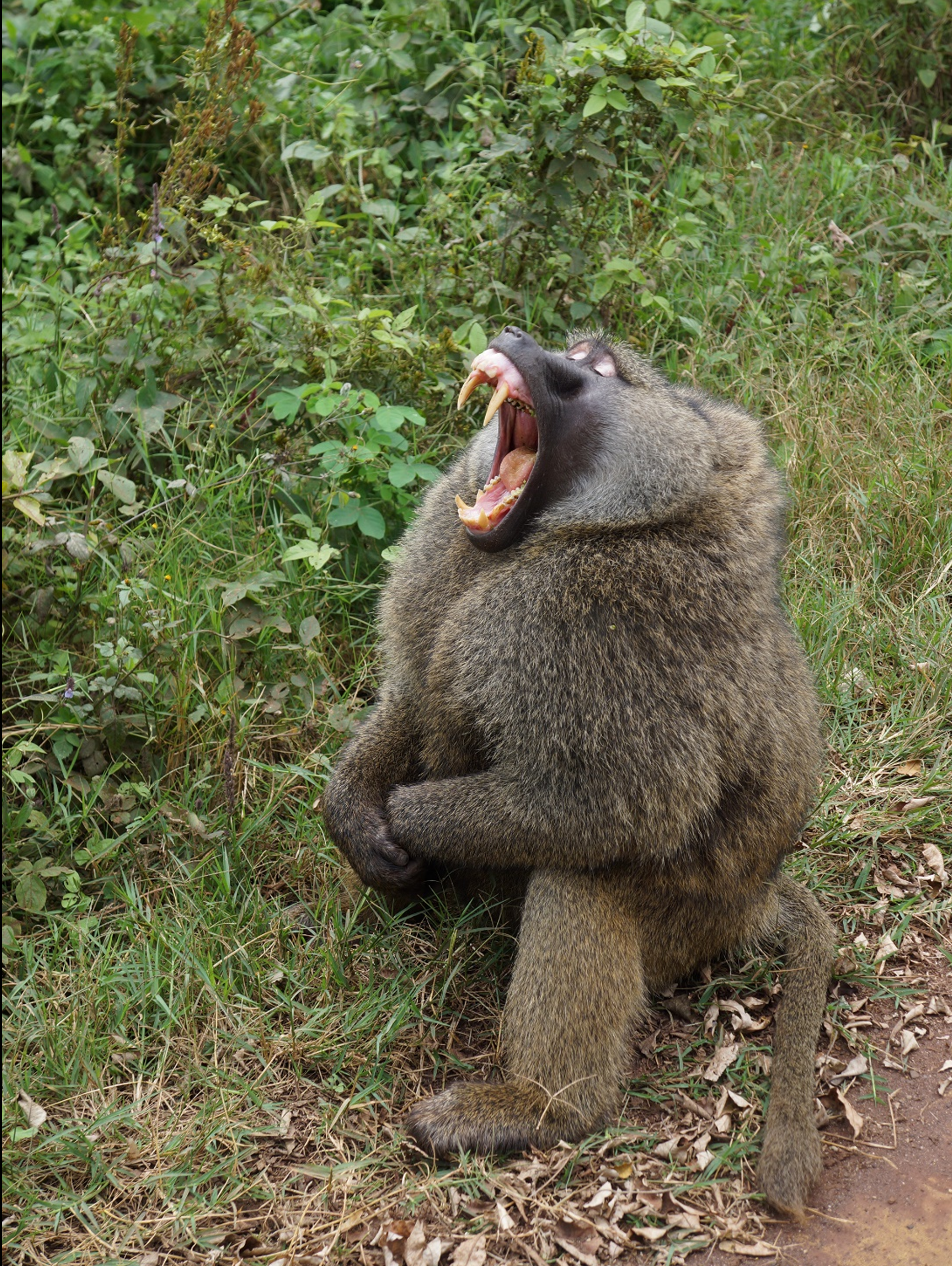
Babuí anubis (Papio anubis) mascle mostrant els seus canins. Parc Nacional de Ngorongoro, Tanzània, 2014

Totes les espècies de babuïns presenten un dimorfisme sexual pronunciat, generalment en mida, però també de vegades en color. Els mascles tenen canins superiors molt més grans en comparació amb les femelles i els utilitzen en exhibicions d'amenaça. Els mascles de l'espècie de babuí sagrat (Papio hamadryas) també tenen grans crineres blanques.

## Comportament i ecologia
Els babuins són capaços d'adquirir habilitats de processament ortogràfic, que formen part de la capacitat de llegir.

### Hàbitat i preses
Els babuins són terrestres i es troben a la sabana oberta, boscos oberts i turons d'Àfrica. Són omnívors, altament oportunistes i mengen pràcticament qualsevol cosa, incloses herbes, arrels, llavors, fulles, escorces, fruits, fongs, insectes, aranyes, cucs, peixos, mariscs, rosegadors, ocells, vervets i petits antílops. Són recol·lectors i són actius en moments irregulars durant el dia i la nit. Sovint assalten habitatges humans i, a Sud-àfrica, irrompen cases i cotxes a la recerca de menjar. Els babuins també atacaran granges, menjant collites i depredant ovelles, cabres i aus de corral.

### Depredadors
A part dels humans, els principals depredadors dels babuins són els lleopards, els lleons i les hienes tacades i ratllades. No obstant això, es consideren una presa difícil per al lleopard, que és sobretot una amenaça per als babuins joves. Els mascles grans sovint s'enfronten amb ells movent les parpelles, mostrant les dents badallant, fent gestos i perseguint l'intrus/depredador. Encara que no són una presa de la mamba negra, els babuins han mort per l'atac d'aquesta serp. Això sol passar quan un babuí desperta accidentalment la serp.

### Sistemes social

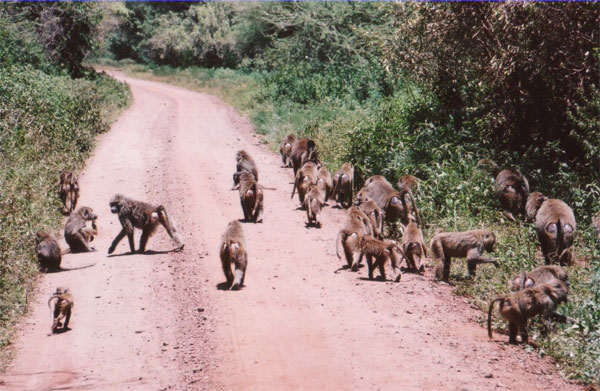
Una tropa de babuins

El nom col·lectiu de babuí és «tropa». La majoria dels babuins viuen en tropes jeràrquiques. La mida dels grups solen ser d'uns 50 animals, però poden variar entre 5 i 250, depenent de l'espècie, la ubicació i l'època de l'any. L'estructura dins de la tropa varia considerablement entre els babuïns sagrats i la resta d'espècies, de vegades denominades col·lectivament «babuïns de sabana». Els babuïns sagrats sovint apareixen en grups molt grans compostos per molts harems més petits (un mascle amb quatre o més femelles), als quals es recluten femelles d'altres llocs de la tropa mentre encara són massa joves per reproduir-se. Altres espècies de babuïns tenen una estructura més promiscua amb una jerarquia de domini estricta basada en el matrillinatge. El grup de babuïns sagrats inclourà normalment un mascle més jove, però no intentarà aparellar-se amb les femelles tret que s'elimini el mascle més gran. Als harems dels babuïns sagrats, els mascles guarden gelosament les seves femelles, fins al punt d'agafar i mossegar les femelles quan s'allunyen massa. Malgrat això, alguns mascles ataquen els harems per obtenir femelles. Aquestes situacions sovint provoquen baralles agressives entre els mascles. Les amenaces visuals solen acompanyar aquestes baralles agressives. Aquests inclouen un parpelleig ràpid acompanyat d'un badall per mostrar les dents. Alguns mascles aconsegueixen agafar una femella de l'harem d'un altre, anomenada «adquisició». En diverses espècies, els mascles prenen cries com a ostatges o per utilitzar-les com a escuts durant les baralles.
Els babuins poden determinar a partir dels intercanvis vocals quines són les relacions de domini entre els individus. Quan es produeix un enfrontament entre famílies diferents o quan un babuí de rang inferior pren l'ofensiva, els babuïns mostren més interès en aquest intercanvi que els entre membres de la mateixa família o quan un babuí de rang superior pren l'ofensiva. Això es deu al fet que els enfrontaments entre diferents famílies o els reptes de rang poden tenir un impacte més ampli sobre tota la tropa que un conflicte intern en una família o un mascle que reforça el seu domini. La dinàmica social del babuí també pot variar; Robert Sapolsky va informar sobre una tropa, coneguda com la Tropa del Bosc, durant la dècada del 1980, que va experimentar dinàmiques socials significativament menys agressives després que els seus mascles més agressius van morir durant un brot de tuberculosi, deixant una proporció de gènere esbiaixada de femelles majoritàries i una minoria de mascles de baixa agressió. Aquesta cultura relativament baixa d'agressió va persistir durant la dècada del 1990 i es va estendre a nous mascles que entraven a la tropa, tot i que Sapolsky va observar que, tot i que era única, la tropa no era una «utopia irreconeixiblement diferent»; encara hi havia una jerarquia de domini i una competició intrasexual agressiva entre els mascles. A més, no es van crear nous comportaments entre els babuïns, sinó que la diferència era la freqüència i el context del comportament dels babuïns existents.

### Aparellament

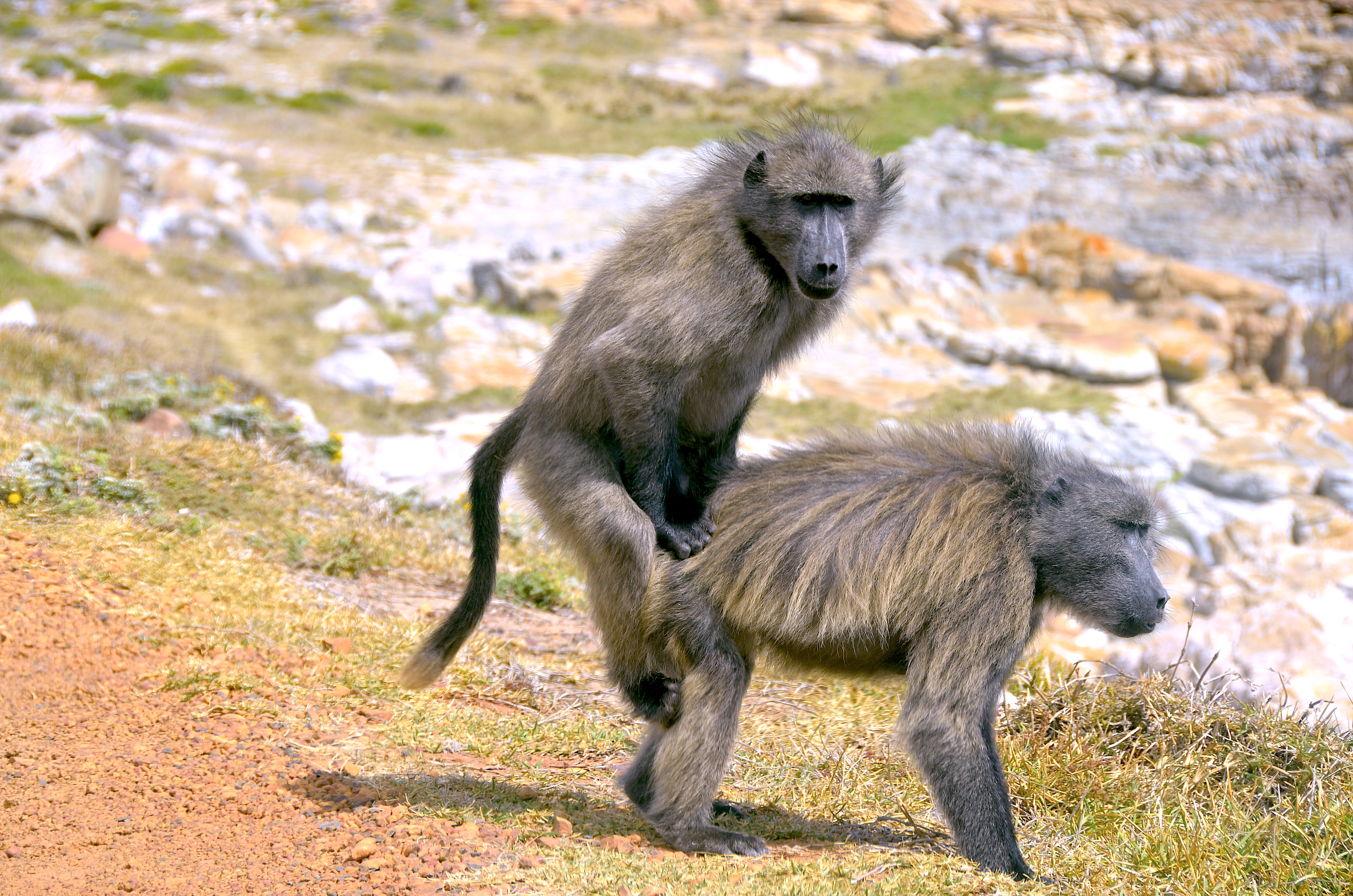
Babuins negres aparellant-se a Cap Point, Sud-àfrica

El comportament d'aparellament del babuí varia molt segons l'estructura social de la tropa. En els grups mixts de babuïns de sabana, cada mascle pot aparellar-se amb qualsevol femella. L'ordre d'aparellament entre els mascles depèn parcialment del seu rang social, i les baralles entre mascles no són inusuals. Hi ha, però, possibilitats més subtils; en grups mixts, els mascles de vegades intenten guanyar-se l'amistat de les femelles. Per aconseguir aquesta amistat, poden ajudar a netejar la femella, cuidar les seves cries o proporcionar-li menjar. La probabilitat és alta que aquests joves siguin la seva descendència. Algunes femelles prefereixen clarament mascles molt simpàtics com a companys. No obstant això, els mascles també agafen cries durant les baralles per protegir-se dels danys. Una femella inicia l'aparellament presentant les natges inflades a la cara del mascle.
En una població de babuí salvatge de l'ecosistema d'Amboseli a Kenya, la consanguinitat s'evita per l'elecció de la parella. Es creu que l'evitació de la consanguinitat mitjançant l'elecció de la parella només evoluciona quan possibles parelles sexuals relacionades es troben freqüentment i hi ha risc de depressió endogàmica.

### Naixement, criança i esperança de vida

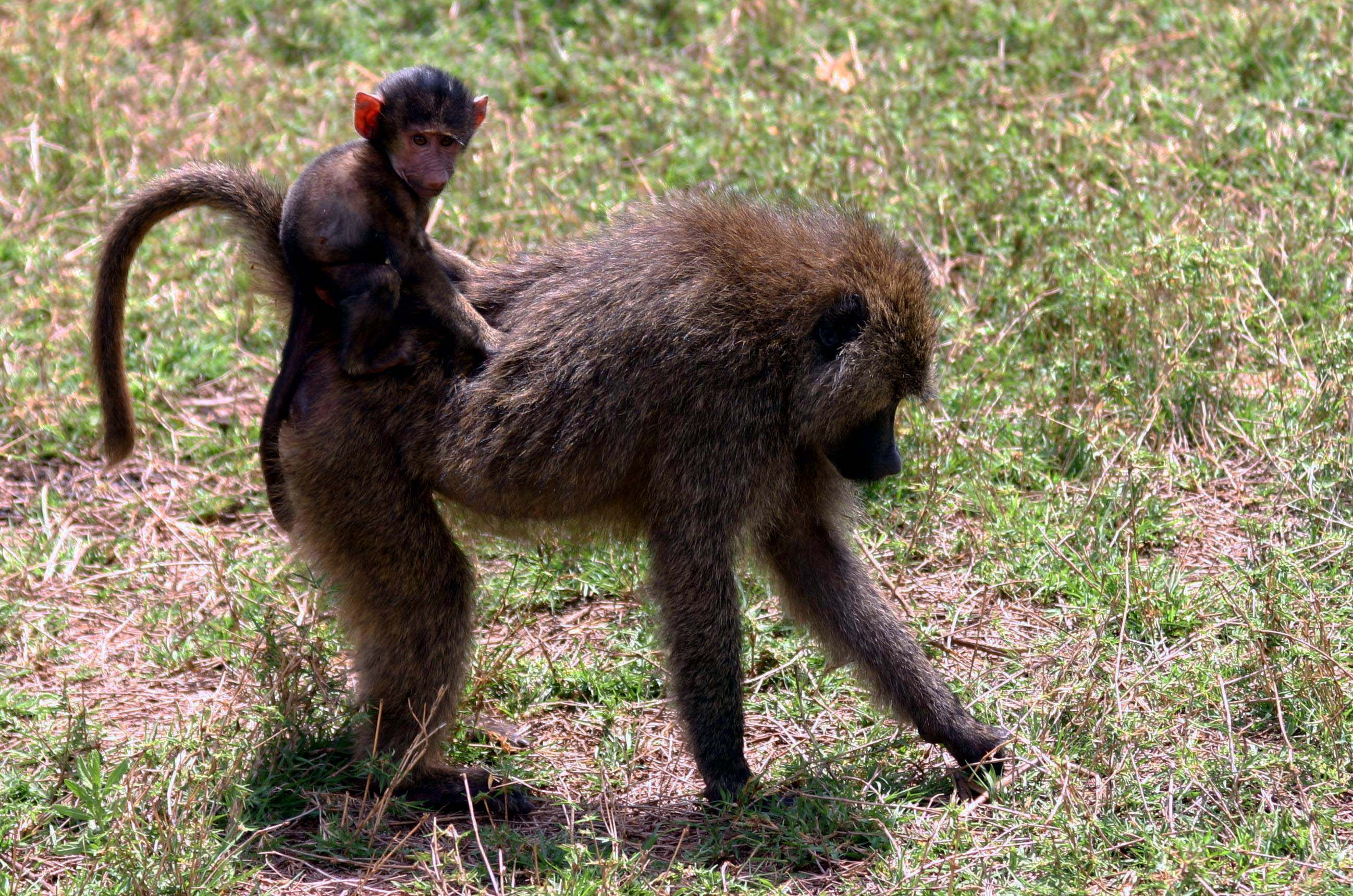
Papió anubis jove a l'esquena de la seva mare. Parc Nacional del Llac Manyara, Tanzània

Les femelles solen donar a llum després d'una gestació de sis mesos, generalment un sol nadó; els babuins bessons són rars i sovint no sobreviuen. El jove babuí pesa aproximadament 400 g i té una epidermis negra quan neix.
Les femelles acostumen a ser les principals cuidadores de les cries, encara que diverses femelles compartiran els deures per a tota la seva descendència.
Al cap d'un any aproximadament, els animals joves són deslletats. Arriben a la maduresa sexual en cinc a vuit anys. Els mascles de babuí abandonen el seu grup de naixement, generalment abans d'arribar a la maduresa sexual, mentre que les femelles són filopàtriques i romanen al mateix grup tota la vida.
Se sap que els babuïns en captivitat viuen fins a 45 anys, mentre que en estat salvatge la seva esperança de vida és d'entre 20 i 30 anys.

## Relacions amb els humans
En la mitologia egípcia, Babi era la divinització del babuí sagrat i, per tant, era un animal sagrat. Era conegut com l'assistent de Thoth, per això també s'anomena «babuí sagrat».

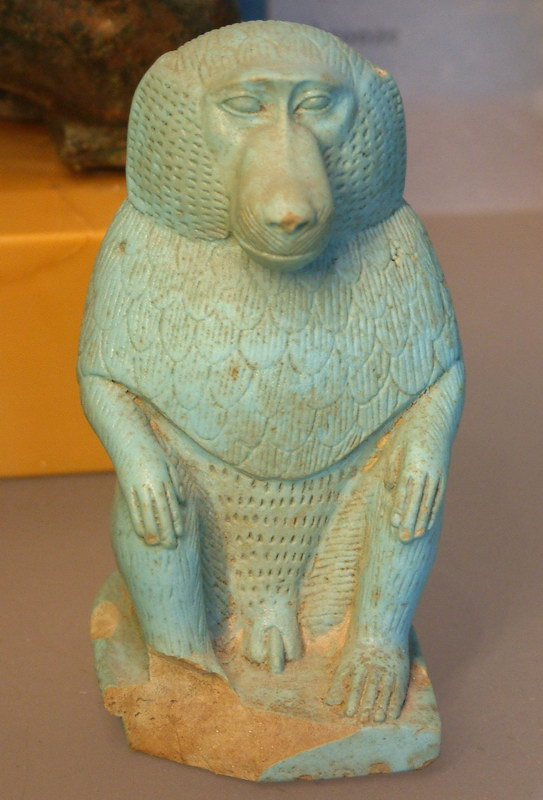
Estàtua del déu Babi | D58 | G29 | N33C | D58 | M17 | M17 |. Museu del Louvre, París
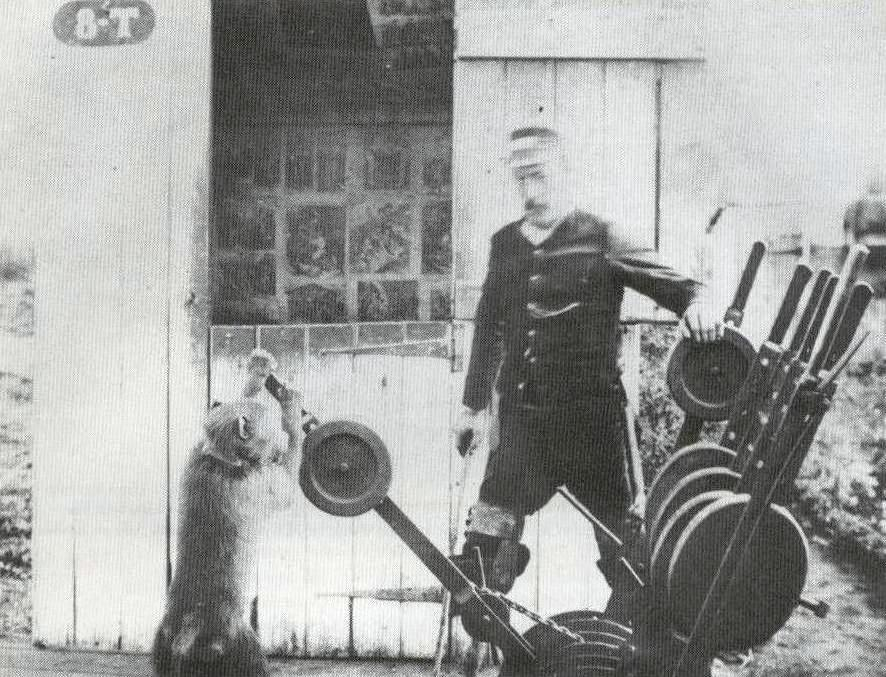
Un babuí entrenat que opera un nus ferroviari per a un senyalista discapacitat a Uitenhage, 1884

El documental del 2009 Baboon Woman examina la relació entre els babuïns i els humans a Sud-àfrica.

## Malalties
La família de virus i soques de l'herpesvirus papio infecten els babuïns. Es desconeixen els seus efectes sobre els humans. Els humans infectats amb Mycobacterium tuberculosis poden transmetre la malaltia als primats a prop. Els patògens tenen una alta probabilitat de propagar-se a través dels humans i d'espècies de primats no humans, com els babuïns.

## Conservació
La Unió Internacional per a la Conservació de la Natura (UICN) actualitza regularment la seva llista vermella d'espècies en perill d'extinció. Aquesta llista és un indicador orientat al seguiment de l'estat de la biodiversitat.
Segons l'actualització de la llista vermella de la UICN realitzada l'any 2023, les diferents espècies de babuïns es classifiquen en la categoria de «risc mínim».